# Kerry Cahill
Kerry Cahill (Helena, 23 de junio de 1982) es una actriz y productora de cine estadounidense, reconocida principalmente por interpretar a Dianne en la popular serie de AMC The Walking Dead desde su séptima temporada y por producir los cortometrajes Breasts y The Perfect Dress, ambos de 2017.

## Carrera
Cahill estudió artes dramáticas en la Universidad de Loyola en Nueva Orleans, en la Academia Británica de Oxford y en la Universidad de Belfast en Queens. Su debut en televisión ocurrió en 2007 en la película para televisión The Staircase Muders. En 2010 actuó en las películas Spots y Welcome to the Rileys. El mismo año regresó a la televisión interpretando a la teniente Dawn Hudson en Memphis Beat y dos años más tarde integró el reparto de la película Battleship en un pequeño papel. 
En 2012 hizo parte del elenco regular de la serie Common Law en el papel de la detective Kate Cafferty. Después de realizar otros papeles de reparto en cine y televisión, en 2016 ingresó al reparto de la reconocida serie The Walking Dead, específicamente en el segundo capítulo de la séptima temporada, titulado "The Well". En la serie interpreta a Dianne, miembro del grupo de El Reino y una de las mejores guerreras del Rey Ezekiel.

## Filmografía parcial

### Cine y televisión
- 2016-presente - The Walking Dead
- 2017 - Stranger Things
- 2017 - Heart, Baby
- 2017 - Mudbound
- 2016 - Showing Roots
- 2016 - Midnight Special
- 2015 - Dandelion (Corto)
- 2015 - Zoo
- 2015 - Terminator: Génesis
- 2015 - Zipper
- 2015 - NCIS: Nueva Orleans
- 2014 - True Detective
- 2013 - Old Boy
- 2012 - Suit Up
- 2012 - Common Law
- 2012 - Battleship
- 2011 - Hide
- 2011 - Sister Mary
- 2010 - Memphis Beat
- 2010 - Spots
- 2010 - Welcome to the Rileys
- 2007 - The Staircase Murders